# Opius fumatipennis
Opius fumatipennis är en stekelart som beskrevs av Fischer 1965. Opius fumatipennis ingår i släktet Opius och familjen bracksteklar. Inga underarter finns listade i Catalogue of Life.